# Wilson Odobert
Wilson Serge Eric Odobert (Meaux, Francia, 28 de noviembre de 2004) es un futbolista francés. Juega de extremo y su equipo es el Tottenham Hotspur F. C. de la Premier League inglesa.

## Trayectoria
Formado en las inferiores del París Saint-Germain, fichó por el E. S. Troyes A. C. en julio de 2022. Debutó en la Ligue 1 el 7 de agosto ante el Montpellier H. S. C.
En agosto de 2023 fue transferido al Burnley F. C. inglés. En el mes de octubre se convirtió en el jugador más joven del club en marcar en la Premier League y un año después de su llegada, tras haber anotado otros cuatro goles, fue traspasado al Tottenham Hotspur F. C.

## Selección nacional
Es internacional en categorías inferiores por Francia.

## Estadísticas
Actualizado al último partido disputado el 25 de mayo de 2025.
| Club                               | Div.          | Temporada     | Liga  | Liga  | Copas nacionales | Copas nacionales | Copas internacionales | Copas internacionales | Total | Total |
| Club                               | Div.          | Temporada     | Part. | Goles | Part.            | Goles            | Part.                 | Goles                 | Part. | Goles |
| ---------------------------------- | ------------- | ------------- | ----- | ----- | ---------------- | ---------------- | --------------------- | --------------------- | ----- | ----- |
| E. S. Troyes A. C. Francia         | 1.ª           | 2022-23       | 32    | 4     | 0                | 0                | —                     | —                     | 32    | 4     |
| E. S. Troyes A. C. Francia         | Total club    | Total club    | 32    | 4     | 0                | 0                | 0                     | 0                     | 32    | 4     |
| Burnely F. C. Inglaterra           | 1.ª           | 2023-24       | 29    | 3     | 4                | 1                | —                     | —                     | 33    | 4     |
| Burnely F. C. Inglaterra           | 2.ª           | 2024-25       | 1     | 1     | —                | —                | —                     | —                     | 1     | 1     |
| Burnely F. C. Inglaterra           | Total club    | Total club    | 30    | 4     | 4                | 1                | 0                     | 0                     | 34    | 5     |
| Tottenham Hotspur F. C. Inglaterra | 1.ª           | 2024-25       | 16    | 1     | 1                | 0                | 4                     | 2                     | 21    | 3     |
| Tottenham Hotspur F. C. Inglaterra | Total club    | Total club    | 16    | 1     | 1                | 0                | 4                     | 2                     | 21    | 3     |
| Total carrera                      | Total carrera | Total carrera | 78    | 9     | 5                | 1                | 4                     | 2                     | 87    | 12    |

## Palmarés

### Títulos internacionales
| Título                 | Equipo                  | Sede   | Año  |
| ---------------------- | ----------------------- | ------ | ---- |
| Liga Europa de la UEFA | Tottenham Hotspur F. C. | Bilbao | 2025 |